# Horní Orlice
Horní Orlice (německy Ober Erlitz) je malá vesnice, část obce Červená Voda v okrese Ústí nad Orlicí. Nachází se asi 4 km na severovýchod od Červené Vody. V roce 2009 zde bylo evidováno 34 adres. V roce 2001 zde trvale žilo 32 obyvatel.
Horní Orlice je také název katastrálního území o rozloze 6,62 km2.
Nad vsí se na západním svahu hory Jeřáb nachází pramen Tiché Orlice.

## Historie
První písemná zmínka o obci pochází z roku 1654. V letech 1938 až 1945 byla obec (v důsledku uzavření Mnichovské dohody) přičleněna k nacistickému Německu.
| Rok            | 1869 | 1880 | 1890 | 1900 | 1910 | 1921 | 1930 | 1950 | 1961 | 1970 | 1980 | 1991 | 2001 | 2011 | 2021 |
| -------------- | ---- | ---- | ---- | ---- | ---- | ---- | ---- | ---- | ---- | ---- | ---- | ---- | ---- | ---- | ---- |
| Počet obyvatel | 614  | 593  | 577  | 560  | 500  | 415  | 374  | 70   | 80   | 66   | 44   | 40   | 32   | 29   | 22   |

## Pamětihodnosti
- Sloup se sochou P. Marie s pramenem stojí v lese nad vodárnou
- Kaple sv. Barbory v horní části obce

## Fotogalerie

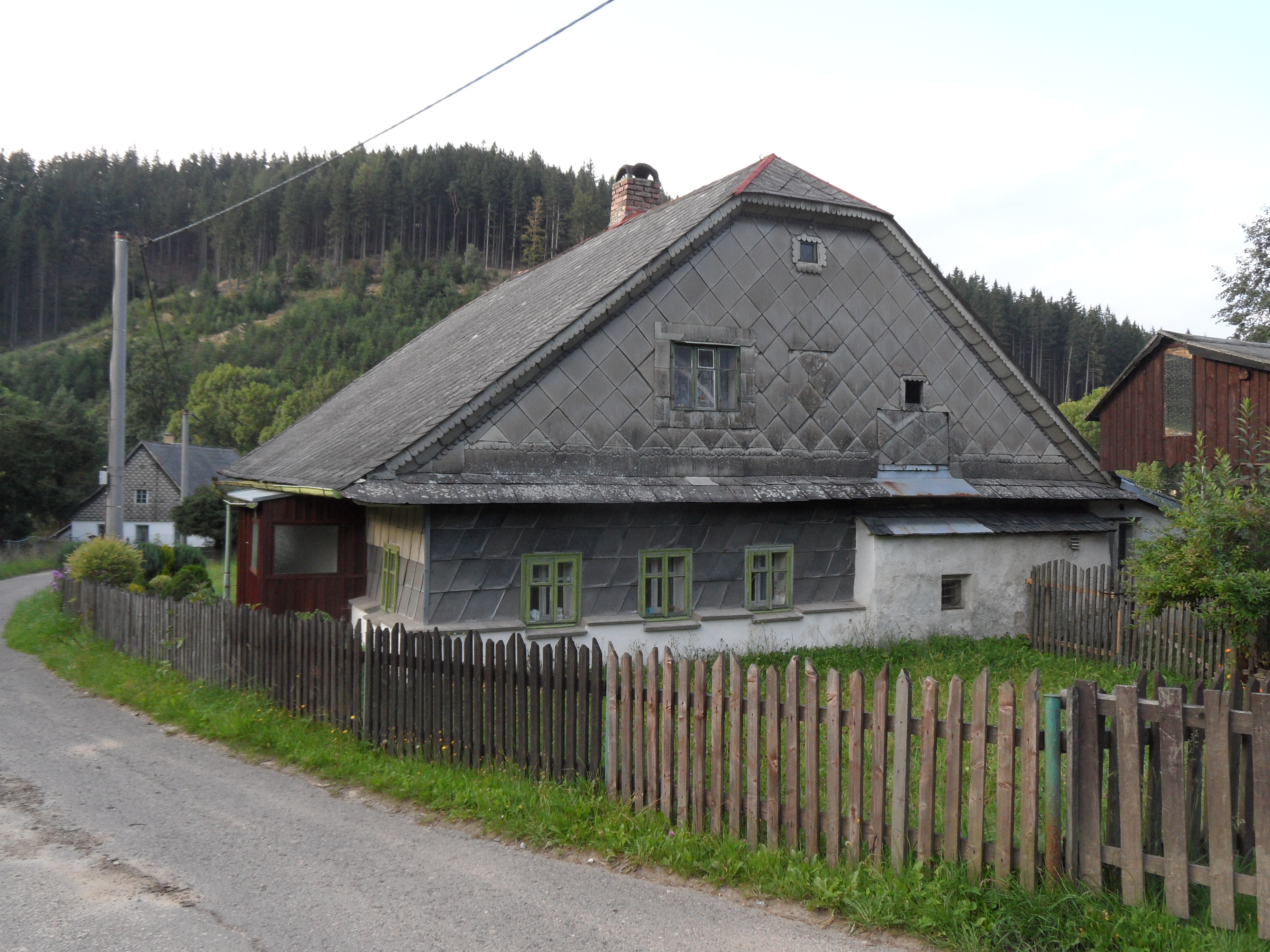
Stará chalupa
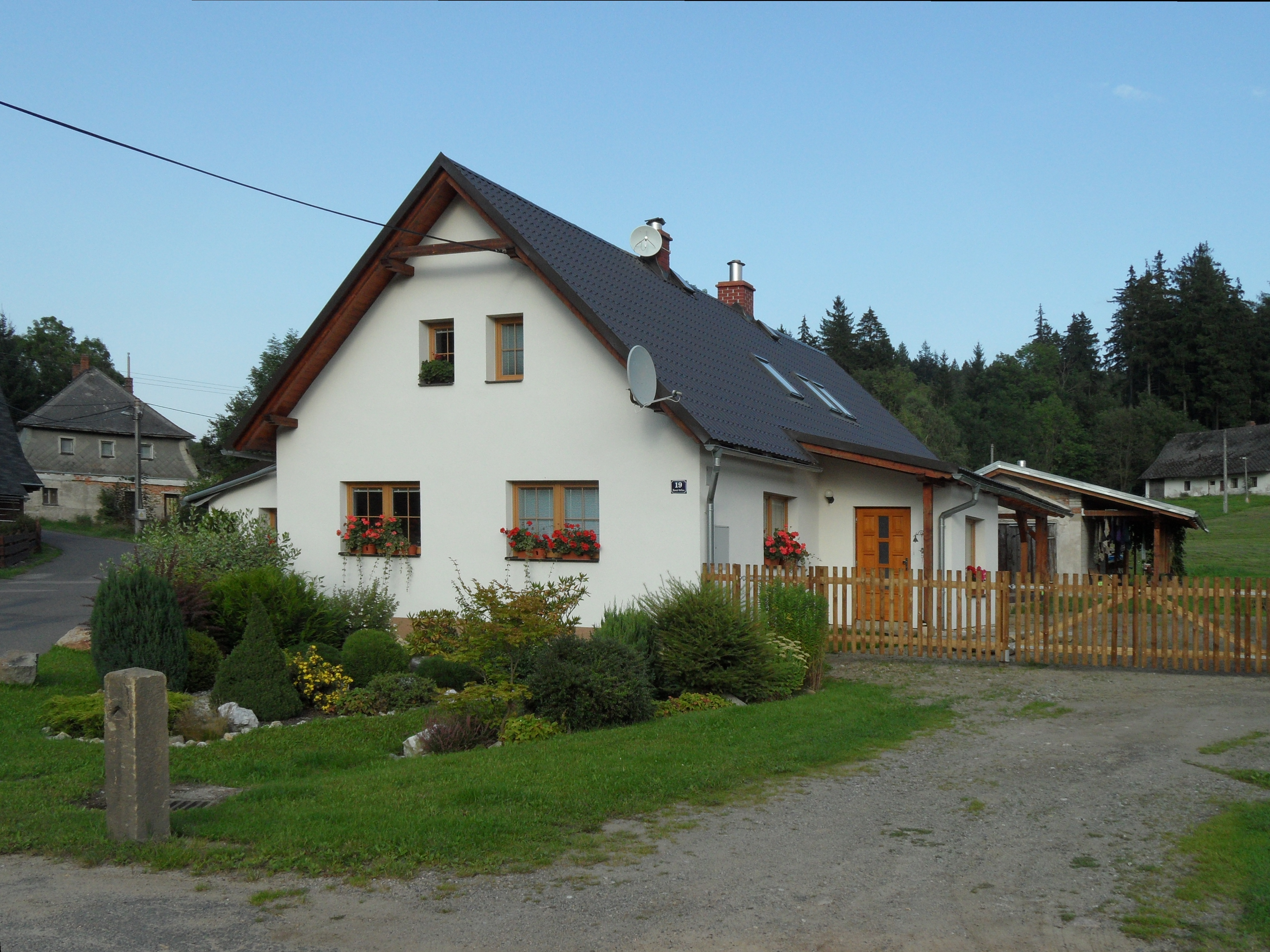
Nový rodinný domek
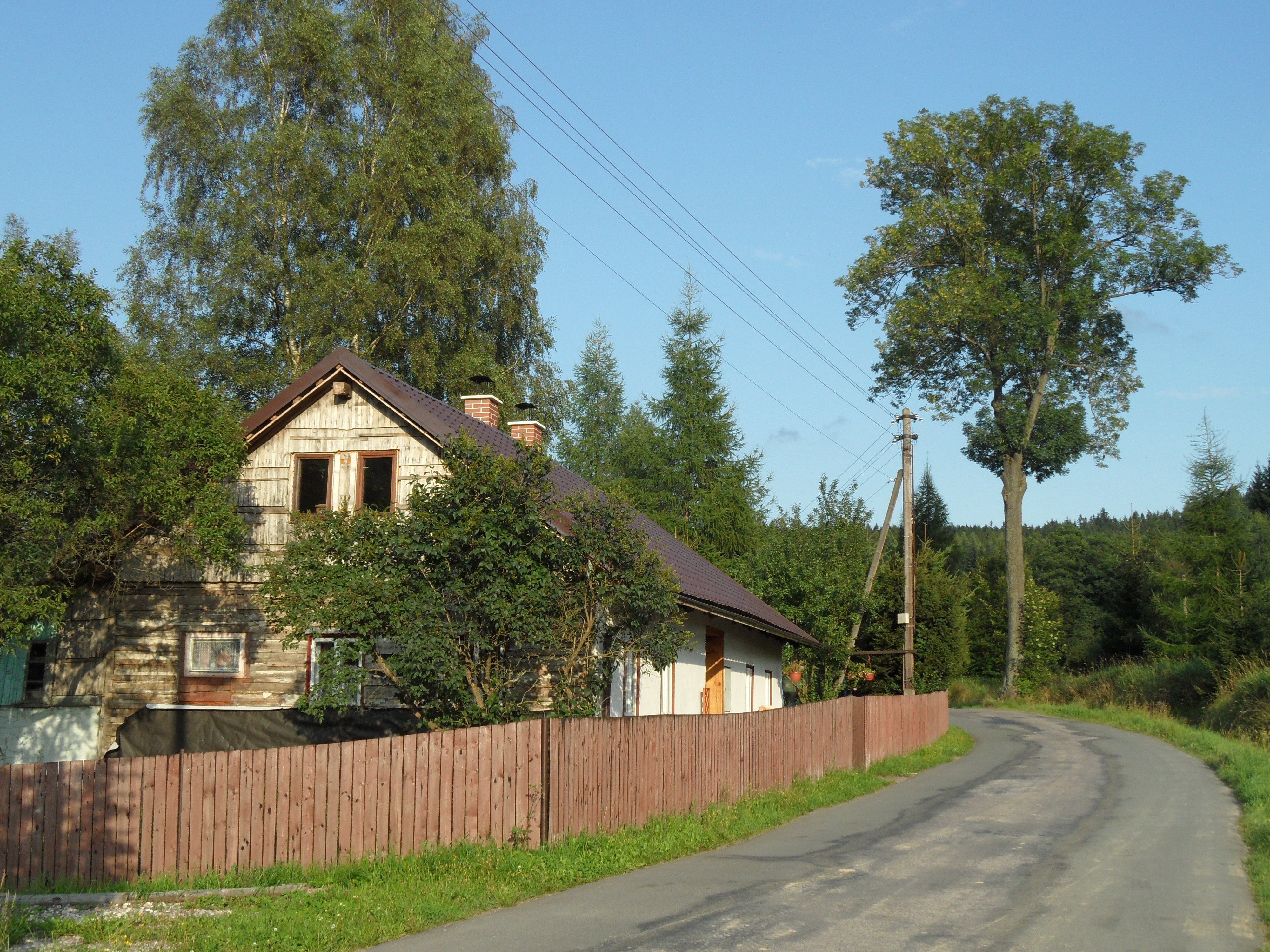
Stavení u silnice
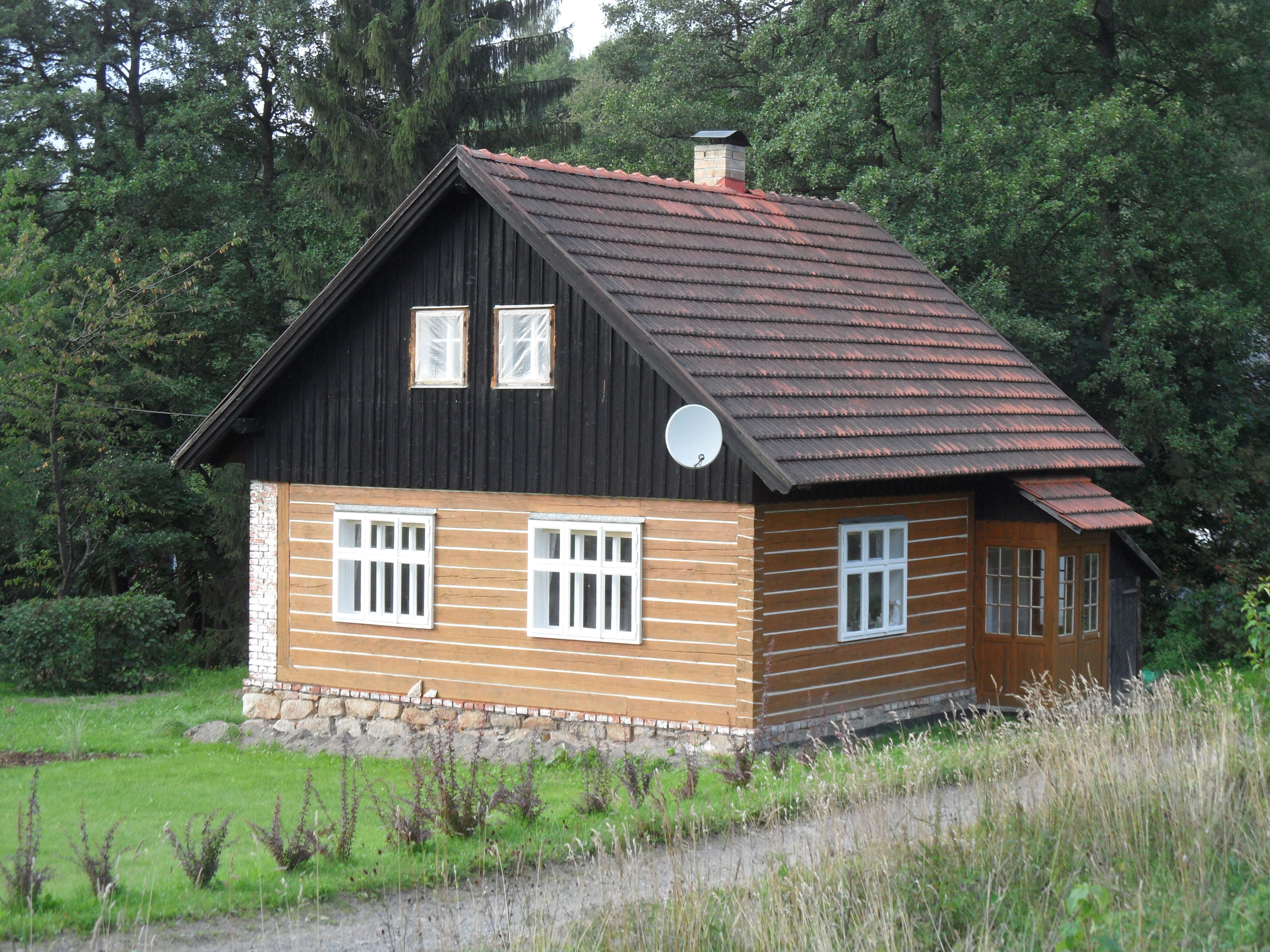
Chalupa pod silnicí